# RNA-abhängige RNA-Polymerase
RNA-abhängige RNA-Polymerasen (englisch RNA-dependent RNA polymerase; RdRP oder RDR) sind Enzyme, die als Polymerasen die Synthese von Ribonukleinsäuren (RNA) aus Ribonukleotiden katalysieren anhand einer RNA-Vorlage (RNA-dependent). Sie werden auch als RNA-Replikase bezeichnet, soweit sie anhand eines RNA-Strangs eine hierzu komplementäre RNA aufbauen und diese wiederum als Matrize zur Vervielfältigung nutzen können.
Bei verschiedenen RNA-Viren ist eine RdRP zur Vermehrung ihrer Erbinformation erforderlich, etwa beim Poliovirus. In eukaryotischen Zellen (von Tieren, Pflanzen und Pilzen) dienen RdRP dagegen im Zuge der RNA-Interferenz dem Aufbau doppelsträngiger RNA, die anschließend abgebaut wird; derart können sie auch der Abwehr einer Infektion mit RNA-Viren nützlich sein.
RNA-abhängige RNA-Polymerasen sind eine Gruppe der RNA-Polymerasen, eine andere sind DNA-abhängige RNA-Polymerasen, wie sie zur Transkription von DNA-Abschnitten benötigt werden. Daneben gibt es unabhängige RNA-Polymerasen, so bei der Polyadenylierung.

## Eigenschaften
Die RNA-dependente RNA-Polymerase (RdRP) ist in RNA-Viren ein essenzielles Protein, das in Genomen von Viren codiert ist, die RNA und keine DNA beinhalten. Es katalysiert die Synthese eines RNA-Stranges komplementär zu einer anderen RNA-Matrize. Die Replikation der RNA ist ein zweistufiger Prozess. Die Initiation der RNA-Synthese beginnt am oder in der Nähe des 3′-Endes durch einen Primer-unabhängigen (de novo) oder Primer-abhängigen Mechanismus, der das Protein VPg (viral protein genome-linked) als Primer benutzt. Die de-novo-Initiation besteht aus dem Anhängen eines Nukleosidtriphosphats am 3′-OH-Ende des ersten initiierenden NTP. Während der Elongation wird der Nukleotidyltransfer von NTPs wiederholt, um einen komplementären RNA-Strang zu generieren. Im Gegensatz zu viralen DNA-Polymerasen besitzen RdRP keine Korrekturfunktion und replizieren daher RNA mit einer deutlich höherer Mutationsrate. Dies äußert sich sowohl in einem höheren Anteil defekter Kopien als auch in der Bildung von Quasispezies, was eine Immunantwort erschwert (Immunevasion).
Die RdRP vieler Eukaryoten sind in der RNA-Interferenz involviert; diese amplifizieren microRNA und small temporal RNA und produzieren mithilfe von siRNA als Primer doppelsträngige RNA.

## Geschichte
Virale RdRP wurden in den frühen 1960er Jahren anhand der Studien über das Mengovirus und Poliovirus entdeckt, als beobachtet wurde, dass die RdRP-beinhaltenden Viren keine Reaktion gegenüber Actinomycin D aufzeigten, ein Zytostatikum, das die zelluläre DNA-abhängige RNA-Synthese hemmt. Anhand dieser fehlenden Reaktion wurde vermutet, dass ein virusspezifisches Enzym vorhanden sein muss, das die RNA anhand einer RNA-Vorlage und nicht mittels einer DNA-Vorlage synthetisiert.
Die bekannteste RdRP ist die des Poliovirus. Das virale Genom besteht aus RNA, die mithilfe der rezeptorvermittelten Endozytose in die Zelle gelangt. Von dort aus ist die RNA unmittelbar in der Lage, als Vorlage für die komplementäre RNA-Synthese zu dienen. Der komplementäre Strang ist dann selbst in der Lage, als Vorlage für die Produktion neuer viraler Genome zu wirken, die weiter verpackt und aus der Zelle freigesetzt werden, um mehr Wirtszellen zu infizieren. Der Vorteil dieser Methode der Replikation ist, dass keine DNA als Zwischenstufe gebildet wird und somit die Reaktion schneller und effizienter abläuft. Der Nachteil besteht darin, dass es keine „Sicherheits-DNA-Kopie“ gibt, die im Falle eines Informationsverlusts die Informationen erneut abrufbar machen kann.
Viele RdRP befinden sich eng an Membranen und sind deshalb schwer zu erforschen. Die bekanntesten RdRP sind 3Dpol (Poliovirus), VSIV L (Vesicular stomatitis virus) und NS5B (Hepatitis-C-Virus).

## Struktur
Alle RNA-abhängigen RNA-Polymerasen und viele DNA-abhängige Polymerasen besitzen eine Tertiärstruktur, die der Gestalt einer rechten Hand gleicht. Die Domänen der Enzyme werden deshalb in „Finger“, „Handfläche“ und „Daumen“ unterteilt. Nur die „Handfläche“ besteht aus einem viersträngigen, antiparallelen β-Faltblatt mit zwei α-Helices. Außerdem umfasst die „Handfläche“ drei gut konservierte Motive (A, B und C). Motiv A (D-x(4,5)-D) und Motiv C (GDD) befinden sich räumlich nebeneinander; an die Asparaginreste dieser Motive können sich Mg2+ und/oder Mn2+ als Cofaktoren binden. Die Asparaginreste des Motivs B beteiligen sich an der Selektion von bestimmten Ribonukleosidtriphosphaten mithilfe dNTPs und bestimmen somit, ob RNA anstelle von DNA synthetisiert wird.
Die Positionen der Domänen und die Tertiärstruktur des aktiven Zentrums vieler RdRP, sogar die mit einer insgesamt niedrigen Sequenzhomologie, sind konserviert. Das aktive Zentrum wird durch mehrere Motive geformt, die eine Vielzahl von konservierten Aminosäuren enthalten. Nach Bindung der RNA schließen sich „Finger“ und „Daumen“ der RdRP zu einem Ring und das aktive Zentrum liegt auf der Innenseite des Rings. Alle RdRP in (+)-strängigen RNA-Viren sind mit der ER- oder Zellmembran assoziiert. RdRP sind strukturell mit RNA-abhängigen DNA-Polymerasen (Reverse Transkriptasen) verwandt. Ein Inhibitor vieler RdRP ist Favipiravir.
Konservierte Regionen der RdRP
| Konservierte Region | Position relativ zur Poliovirus-RNA | Aminosäuresequenz          | Funktion                                                         |
| ------------------- | ----------------------------------- | -------------------------- | ---------------------------------------------------------------- |
| Finger (G)          | 113                                 | STSAGYPY                   | Bindung der RNA-Vorlage                                          |
| Finger (F)          | 153                                 | PLVTYVKDELRSKTKVEQGKSRLIEA | Bindung der RNA-Vorlage und NTP                                  |
| Finger (I)          | 107                                 | LEALDL                     | Bindung der RNA-Vorlage                                          |
| Finger (II)         | 184                                 | SVAMRMAFGNLIAAFHK          | Bindung der RNA-Vorlage                                          |
| Handfläche (A)      | 229                                 | LFAFDYTGYDAS               | Bindung der 2'-Hydroxygruppe des NTP und des ersten Cofaktors    |
| Handfläche (B)      | 293                                 | TSIFNSMINNLIIRTLLLKT       | Bindung der RNA-Vorlage und die Nukleinbase des NTP              |
| Handfläche (C)      | 323                                 | MIAYGDDVIAS                | Bindung eines weiteren Cofaktors und bei manchen RdRP den Primer |
| Handfläche (D)      | 338                                 | VDASLLAQSGKDYGLTMTPADKSAT  | Bindung der Triphosphatgruppe des NTP                            |
| Handfläche (E)      | 363                                 | FETVTWENVTFLKRFFRA         | Bindung des 3'-Endes des entstehenden RNA-Strangs                |
| Daumen (III)        | 405                                 | KDPRNTQDHVRSLCLL           | Bindung des entstehenden RNA-Doppelstrangs                       |

## Klassifizierung

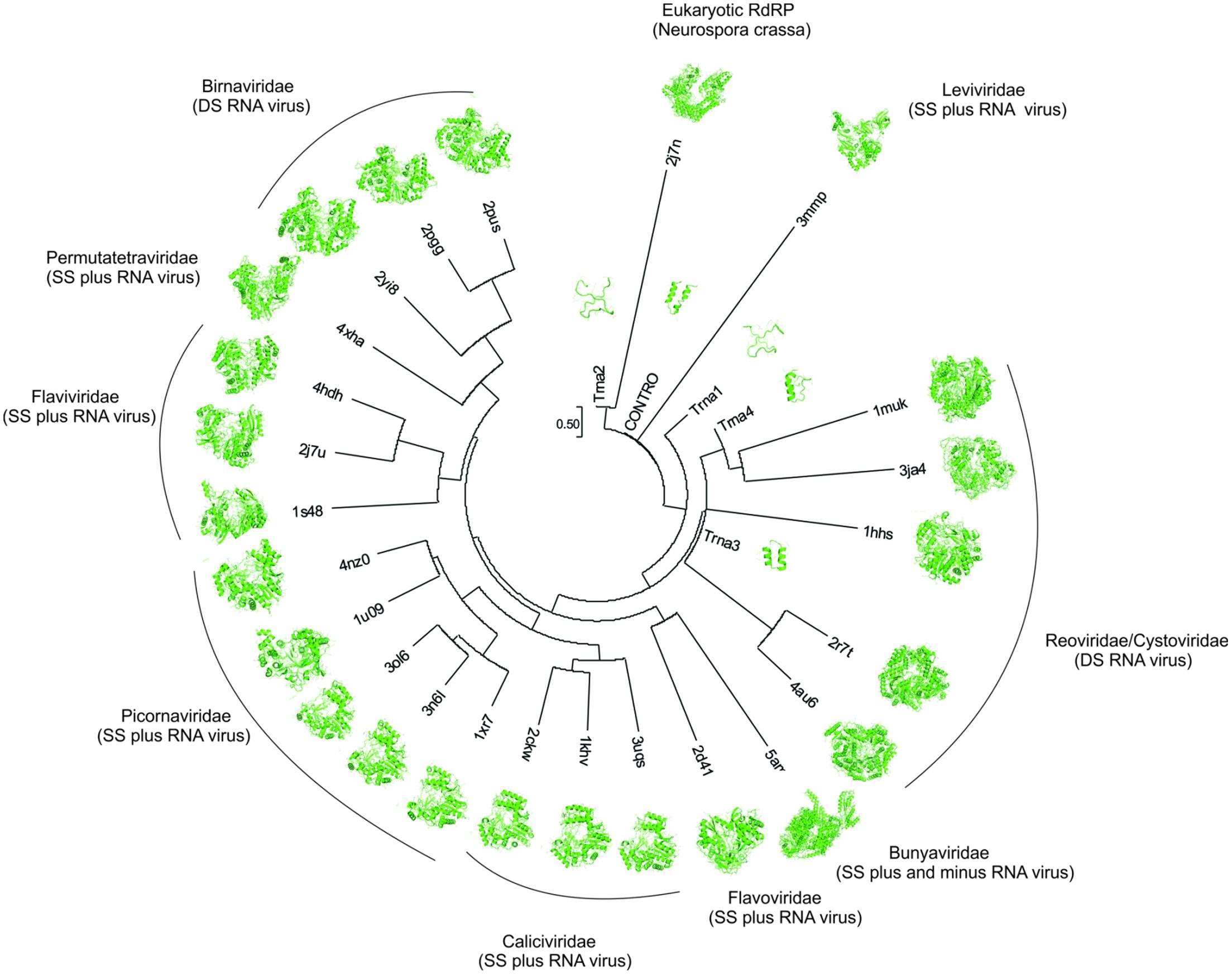
Struktur und Evolution der RdRp in RNA-Viren und ihre Proteinfamilien

RNA-abhängige RNA-Polymerasen der Viren werden in vier Familien unterteilt:
- RdRP in Viren mit (+)-strängigen oder doppelsträngiger RNA: neben den Retroviren drei weitere RdRP-Unterfamilien:

- Retroviridae (Retroviren)
- alle (+)-strängigen eukaryotischen RNA-Viren ohne DNA als Zwischenstufe, u. a. Caliciviridae, Picornaviridae
- alle RNA-Phagen, das sind Fiersviridae (Phagen mit (+)ssRNA) und Cystoviridae (Phagen mit dsRNA)
- die dsRNA-Virus-Familien Reoviridae, Totiviridae, Hypoviridae, Partitiviridae, Birnaviridae

- RdRP in Mononegavirales ((−)-strängige RNA-Viren mit nicht-segmentierten Genomen), z. B.
Filoviridae,[16] Paramyxoviridae[17] (u. a. mit Morbillivirus),[18] Hepatitis-A- und Hepatitis-C-Virus;[19] InterPro: IPR016269 (englisch)
- RdRP in (−)-strängigen RNA-Viren mit segmentierten Genomen, z. B.
Bunyavirales, Orthomyxoviridae; InterPro: IPR007099 (englisch)
- RdRP in den doppelsträngigen RNA-Viren Birnaviridae; InterPro: IPR007100 (englisch)